# Hans Rieckert
Hans Rieckert (* 4. August 1938 in Tübingen) ist ein deutscher Sportmediziner.

## Laufbahn
Rieckert bestand 1958 in Calw sein Abitur und studierte anschließend Medizin an der Universität Tübingen sowie an der Christian-Albrechts-Universität zu Kiel. 1963 schloss er das medizinische Staatsexamen, ein Jahr später seine Doktorarbeit ab. 1970 wurde er an der Universität Ulm im Fach Physiologie habilitiert.
1973 trat Rieckert eine Professorenstelle in Ulm an, baute dort die Sportphysiologie auf. Von 1975 an leitete er den neu eingerichteten Lehrstuhl für Sportmedizin an der Christian-Albrechts-Universität zu Kiel, 2003 schied er mit seiner Emeritierung aus. Nach seiner Entpflichtung blieb er wissenschaftlich tätig, unter anderem gemeinsam mit seinem Nachfolger an der Universität Kiel, Burkhard Weisser, im Rahmen eines Forschungsprojekts über Segeln im Alter.
Rieckert forschte insbesondere im Bereich Leistungsphysiologie, Schulsport und untersuchte sportmedizinische Aspekte des Segel- und Surfsports. Er leitete diesbezüglich mehrere Forschungsprojekte, darunter „Sportmedizinische Wettkampfoptimierung beim Segeln“ Anfang der 1990er Jahre. 1986 legte er das Buch „Leistungsphysiologie: eine themenorientierte Darstellung für Sportstudenten, Sportlehrer und Sportärzte“ vor, das im Rahmen der Reihe „Beiträge zur Lehre und Forschung im Sport“ erschien und welches umfassend körperliche Aspekte sportlicher Leistung beschreibt. Unter seiner Leitung wurde an der Universität Kiel die medizinische Untersuchungsstelle für den Olympiastützpunkt Hamburg/Schleswig-Holstein aufgebaut.
Rieckert war zudem als sportmedizinischer Fachmann in nicht-wissenschaftlichen Medien-Veröffentlichungen gefragt. Er gehörte zum wissenschaftlichen Beirat der Deutschen Zeitschrift für Sportmedizin, deren Schriftleiter er zwei Jahrzehnte lang war. Ab 1975 war er Vorsitzender des Sportärztebundes Schleswig-Holstein.